# راسيل واشنطن
راسيل واشنطن (بالإنجليزية: Russ Washington)‏ هو لاعب كرة قدم أمريكية أمريكي، ولد في 17 ديسمبر 1946 في كانساس سيتي في الولايات المتحدة.

## وصلات خارجية
- راسيل واشنطن على موقع مرجع كرة القدم المحترفة.كوم (الإنجليزية)